# Berzeliuslaboratoriet

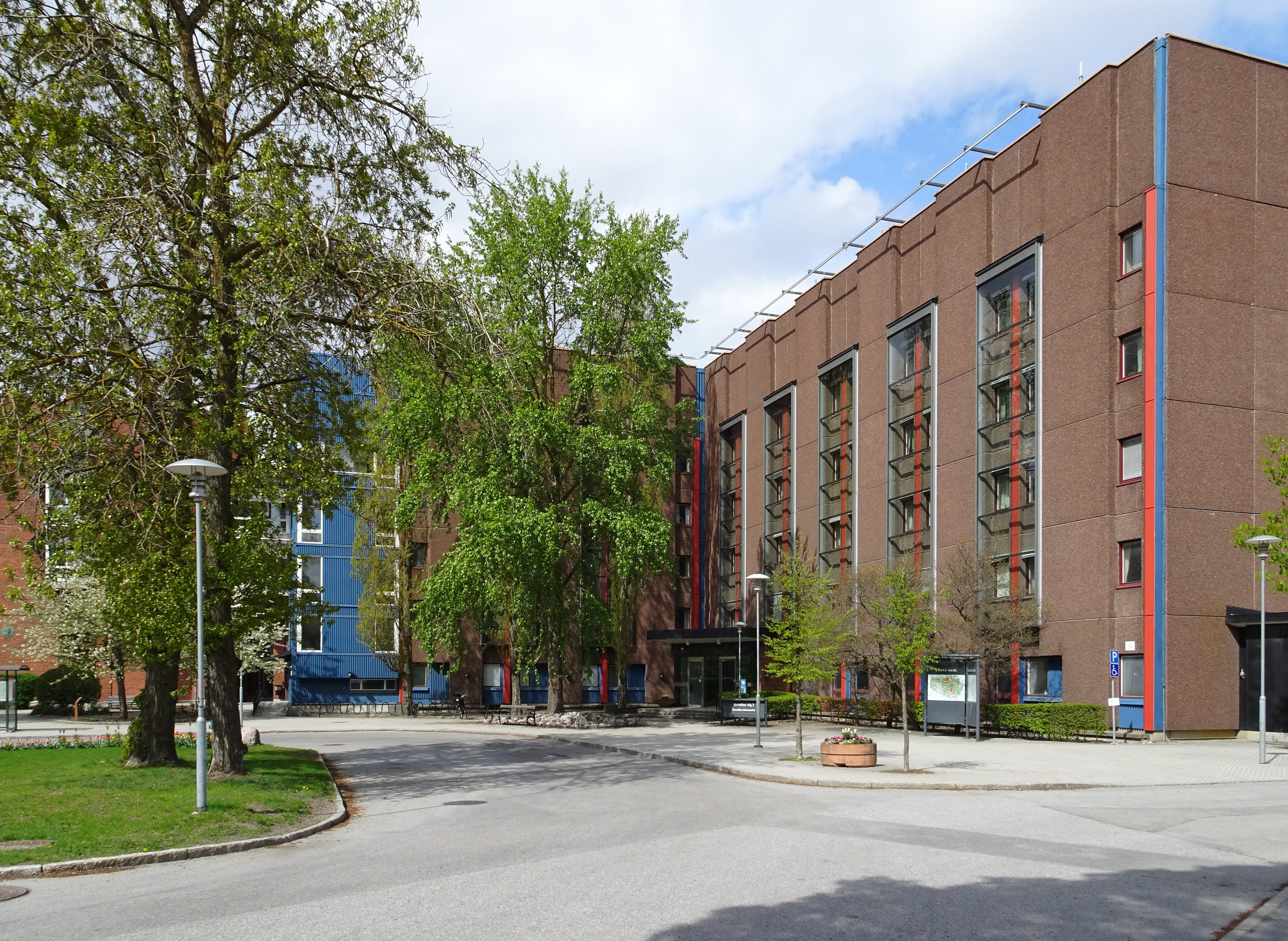
Berzeliuslaboratoriet mot söder, maj 2019.

Berzeliuslaboratoriet är en laboratorie- och kontorsbyggnad för Karolinska institutet. Den ligger vid Berzelius väg 3 (huvudingång) på Campus Solna i Solna kommun. Byggnaden som även innehåller hörsalar och ett universitetsbibliotek stod färdig 1972 och ägs av Akademiska Hus. Byggnaden och vägen är uppkallade efter Jöns Jacob Berzelius som var kemist och naturforskare.

## Byggnadsbeskrivning
Berzeliuslaboratoriet var tänkt att bli Karolinska Institutets utbildningscentral. Byggherre var Akademiska hus och arkitektuppdraget gick till Ove Hidemark och Göran Månsson på Ove Hidemark Göran Månsson Arkitektkontor AB. Byggnaden har sex våningsplan. Plan 1 avser källarvåningen och plan 7 är ett installationsplan med tekniska utrymmen som försörjer hela byggnaden. Via fyra trapphus nås byggnadens lokaler. Den sammanlagda lokalytan är cirka 13 000 m². Mot norr ansluter restaurangbyggnaden Jöns Jacob som invigdes 1978. I sydväst fortsätter komplexet i Scheelelaboratoriet som stod färdig år 1997. Mellan båda byggnader bildades då en innergård som kallas Berzeliusgården.
Berzeliuslaboratoriets byggnad har en bärande stomme av prefabricerade betongelement. Fasaderna består av fasadelement med yta av frilagd ballast i rödbrun kulör. Färgvalet var ett resultat av strävan att det nya komplexet skulle smälta in i den ur arkitektonisk synpunkt känsliga miljön som domineras av röda tegelhus ritade på 1940- och 1950-talen av arkitekt Ture Ryberg. De förut slutna fasaderna lättades upp genom stora glaspartier som tillkom vid en ombyggnad av huset under åren 2002–2003. 
På husets bottenvåning (plan 2) ligger bland annat en stor foajé med vinterträdgård, fackbokhandel samt tre hörsalar: Gustaf Retzius, Vesalius och Jacob Berzelius. På samma plan finns även Karolinska Institutets universitetsbiblioteket (KIB). På övriga plan ligger kontor och laboratorier. Berzeliuslaboratoriet genomgick en omfattande ombyggnad under 2002–2003. Byggnaden fick då en ny användning som studentcentrum med studentinformation, forskning och undervisning. Hela anläggningen hyrs av Karolinska Institutet.

## Bilder

Exteriör
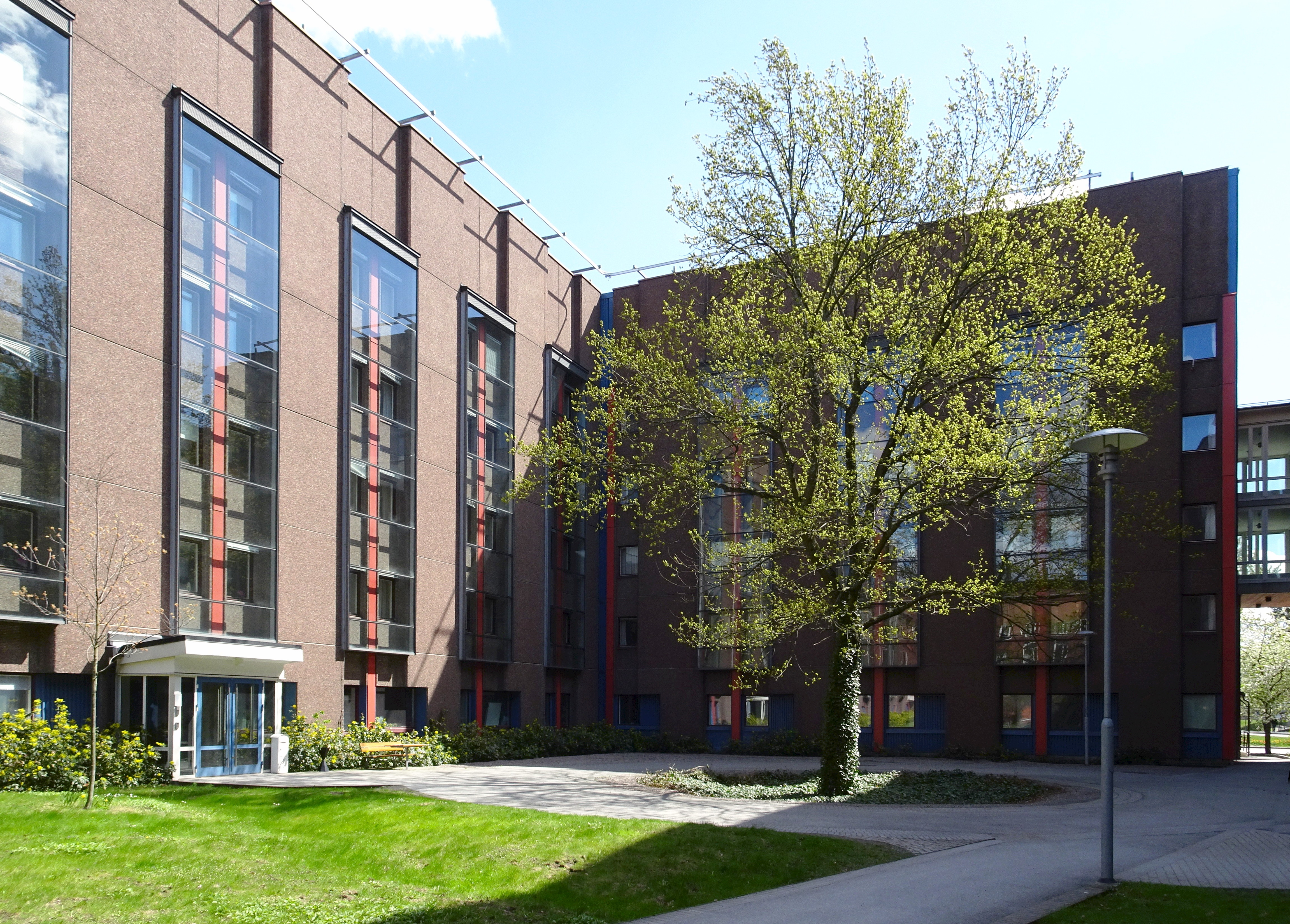
Fasad mot Berzeliusgården.
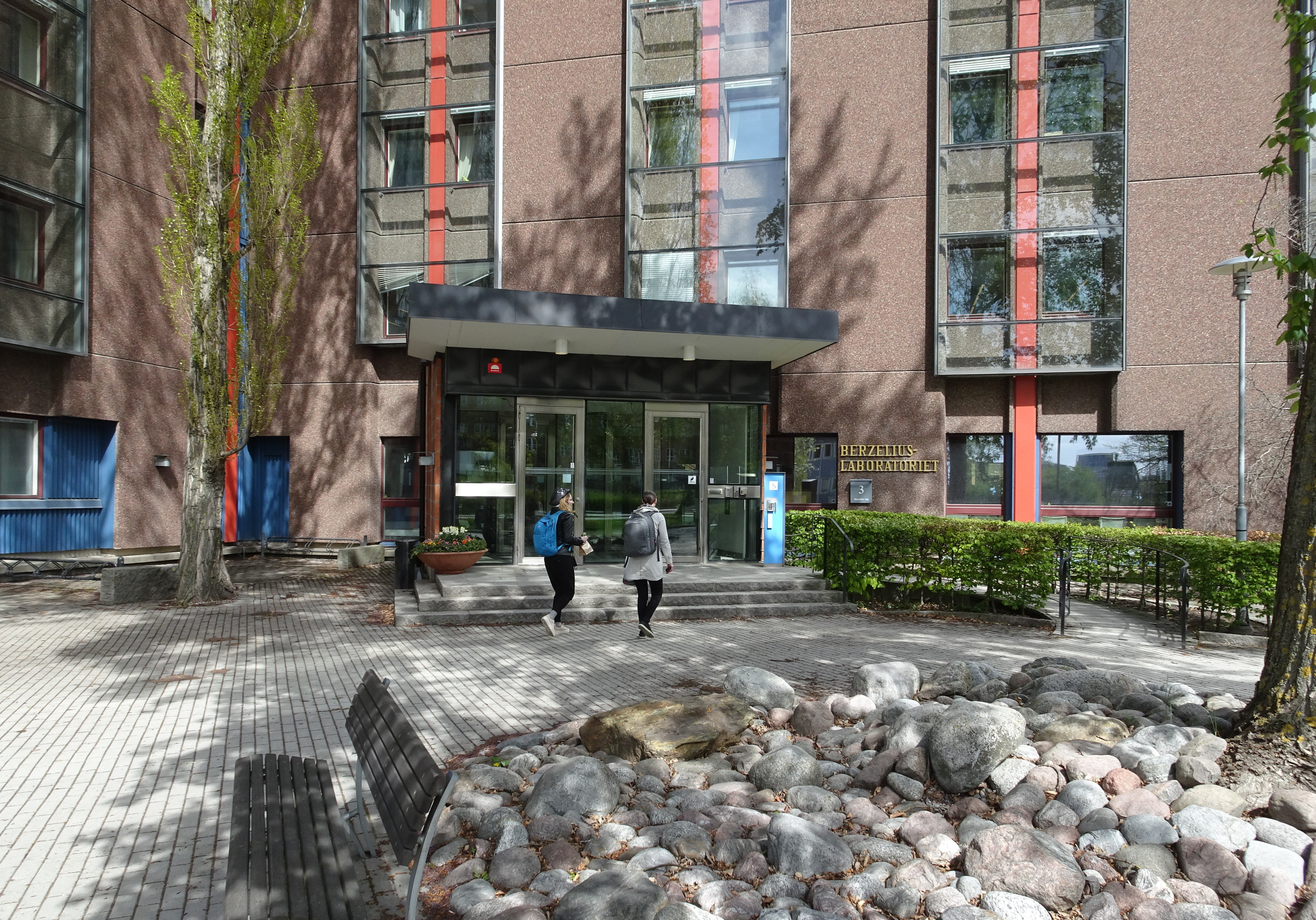
Huvudingången.
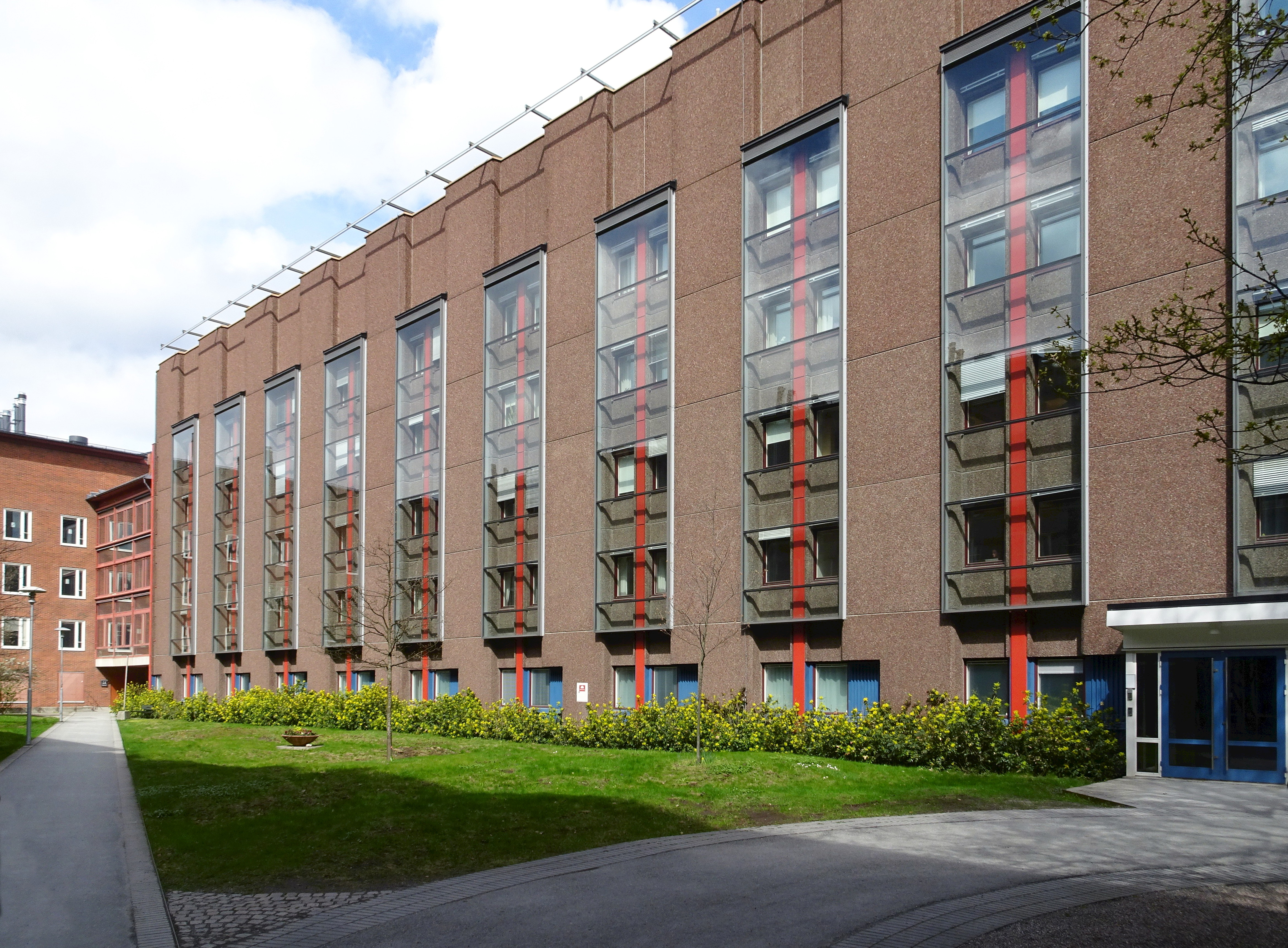
Fasad mot Berzeliusgården.
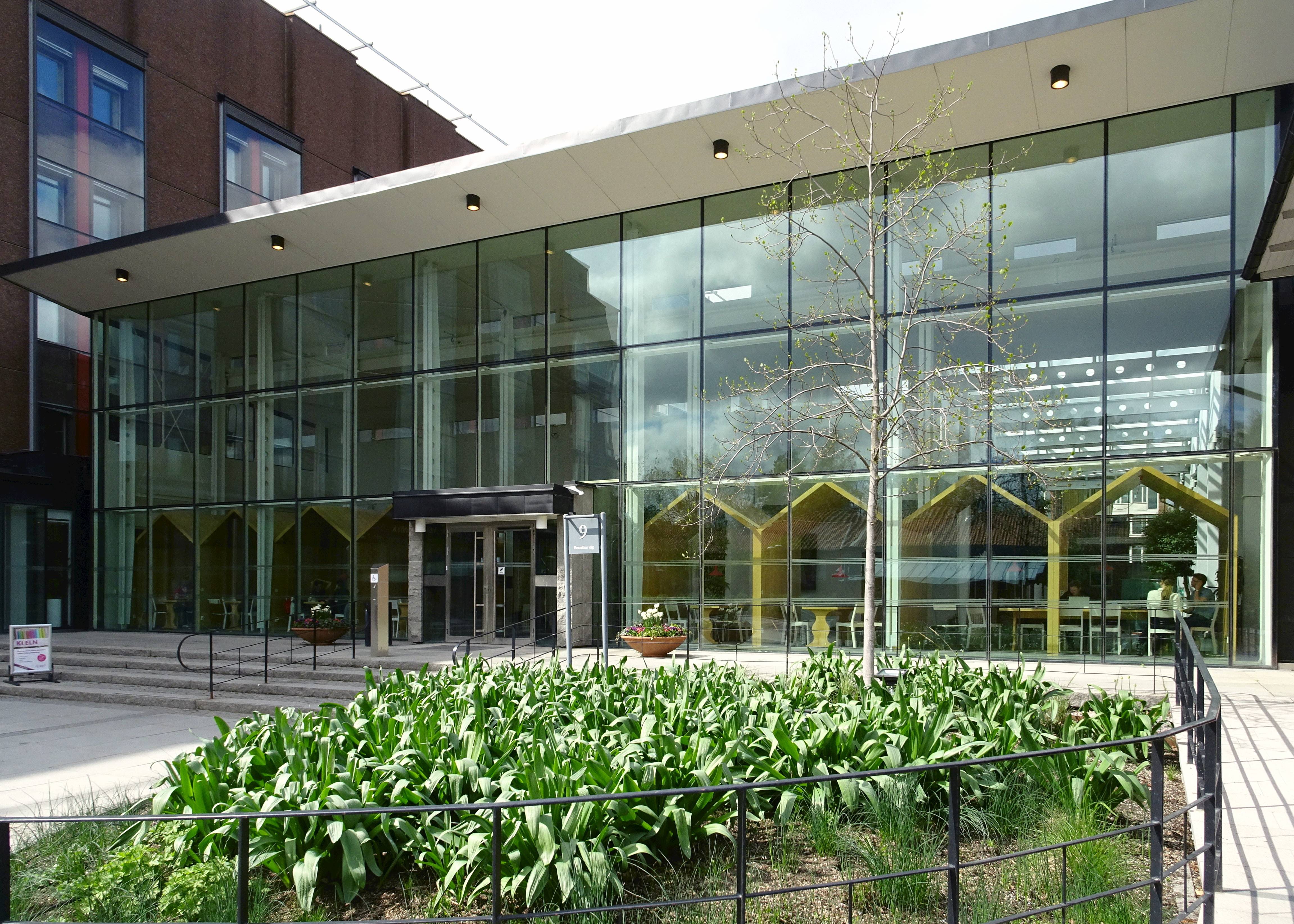
Entréhallen.
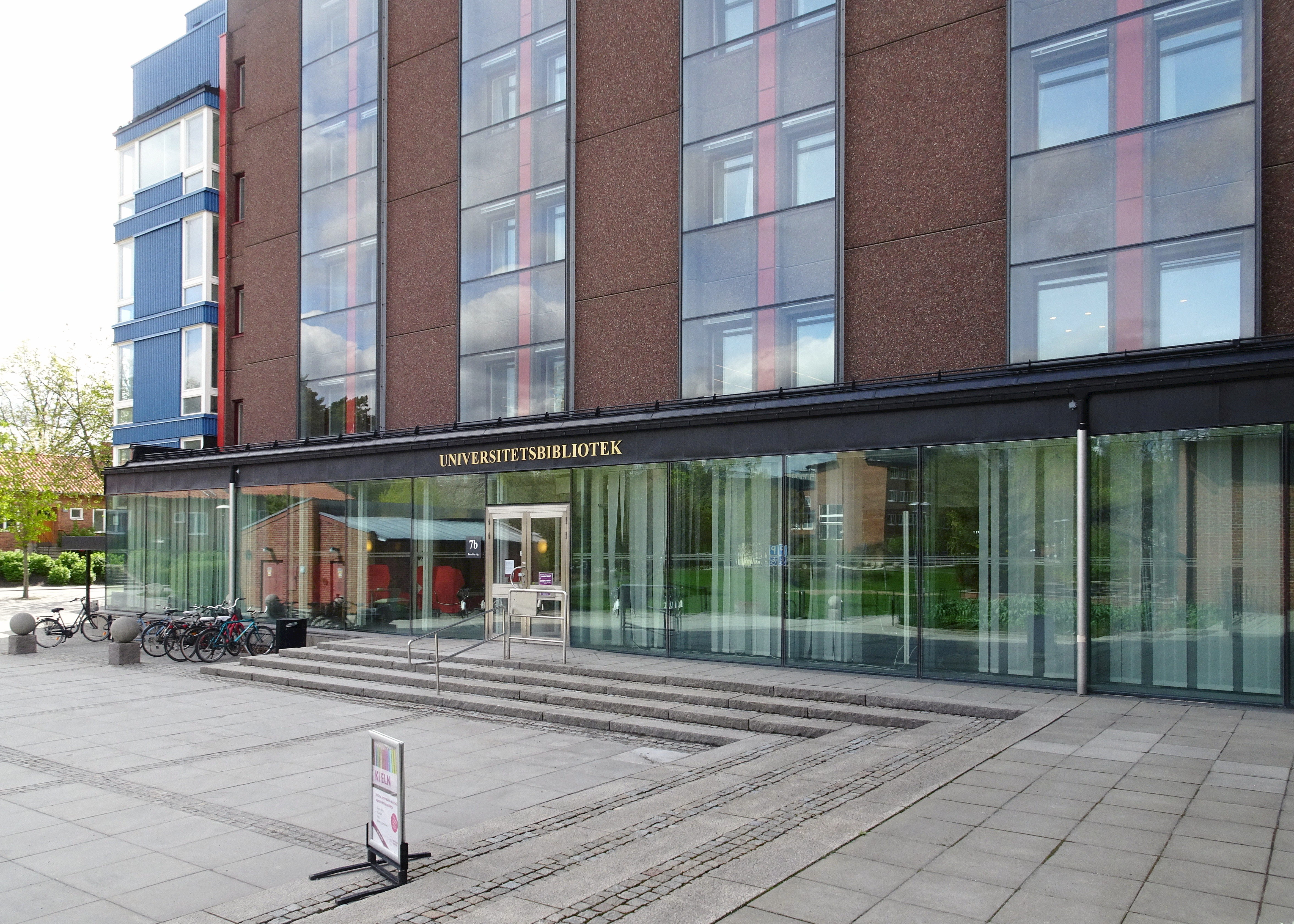
Entrén till universitetsbiblioteket.

Interiör
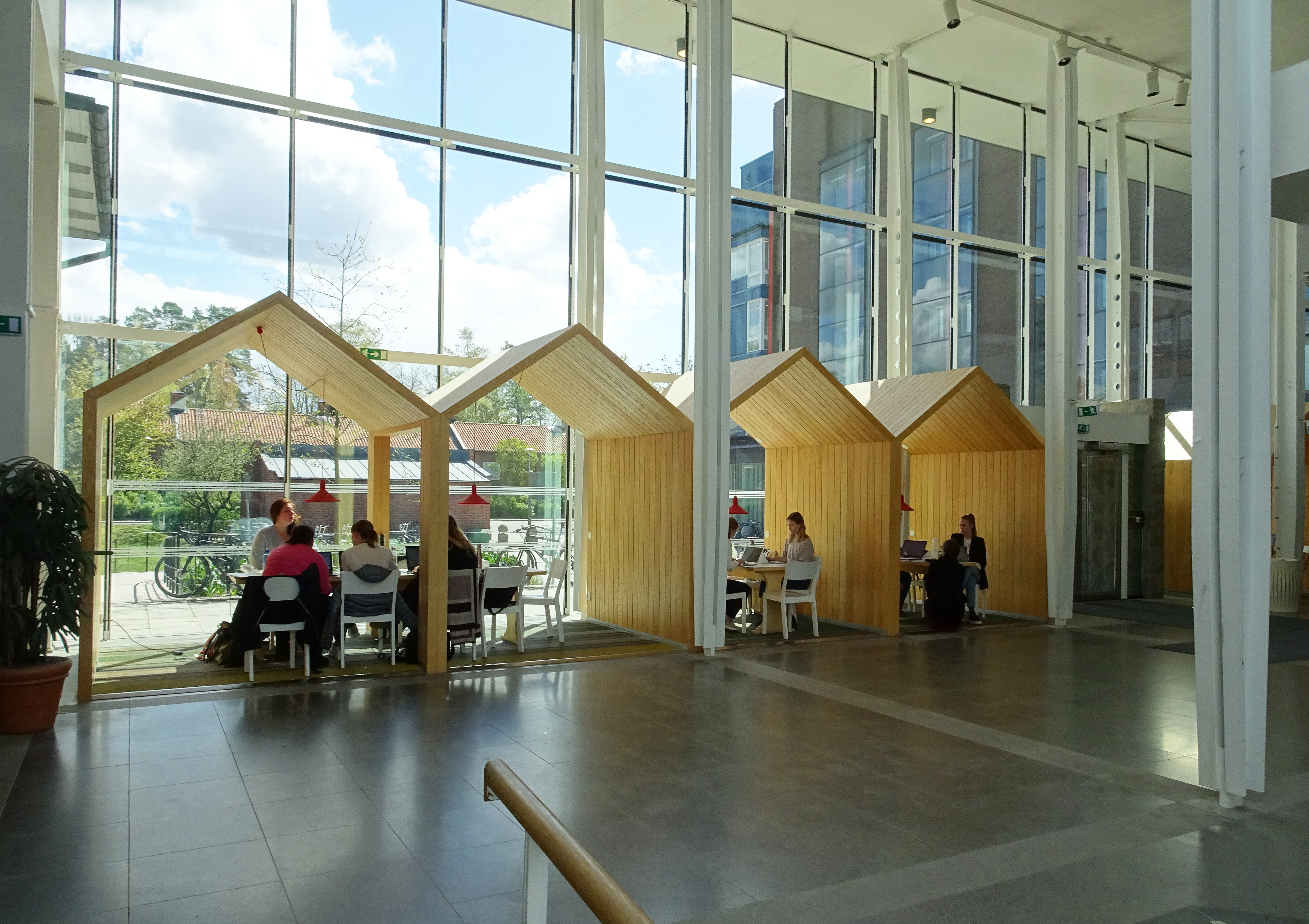
Läshörna.
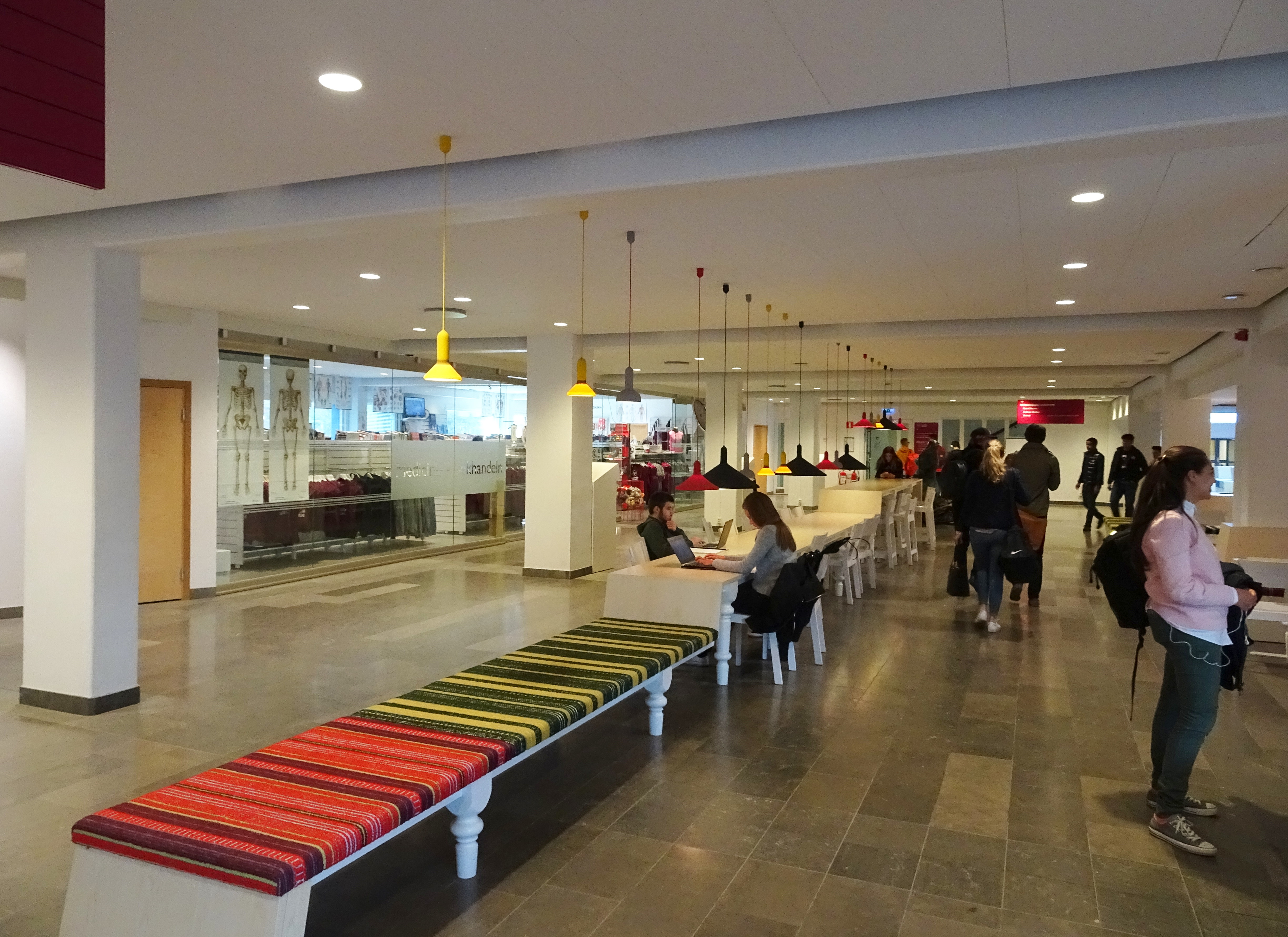
Entréhallen.
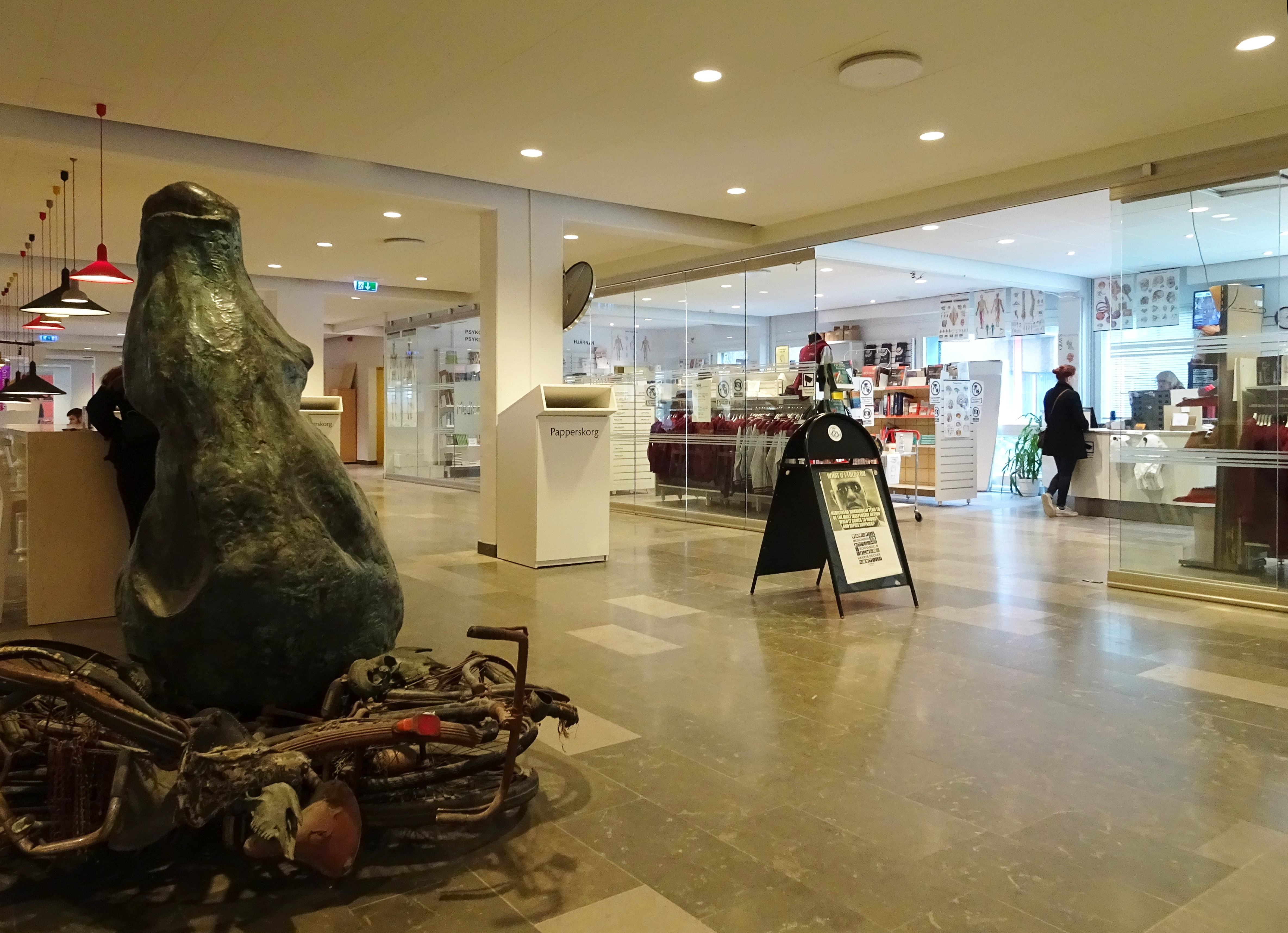
Butiken och bokhandeln.
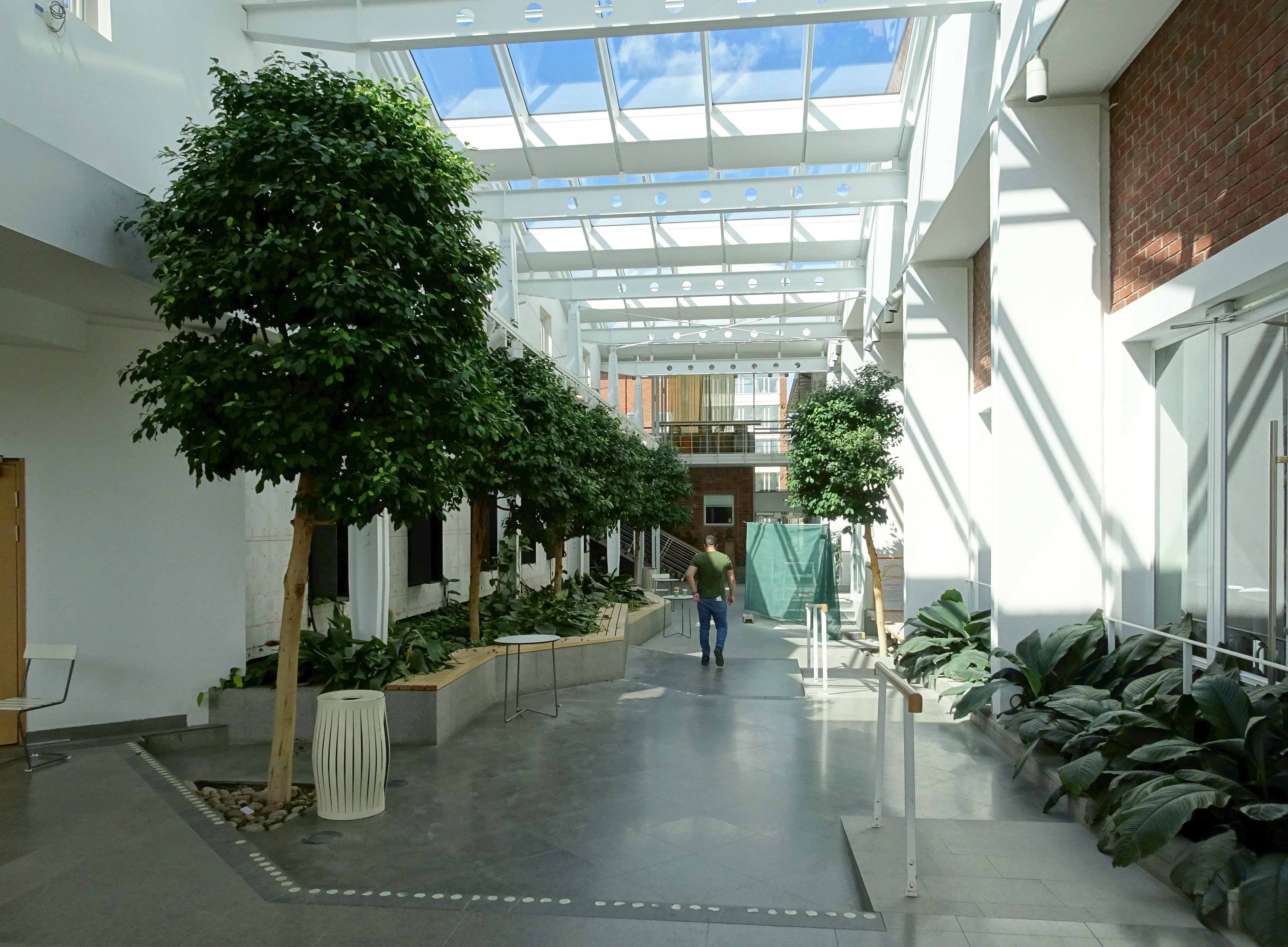
Vinterträdgården.
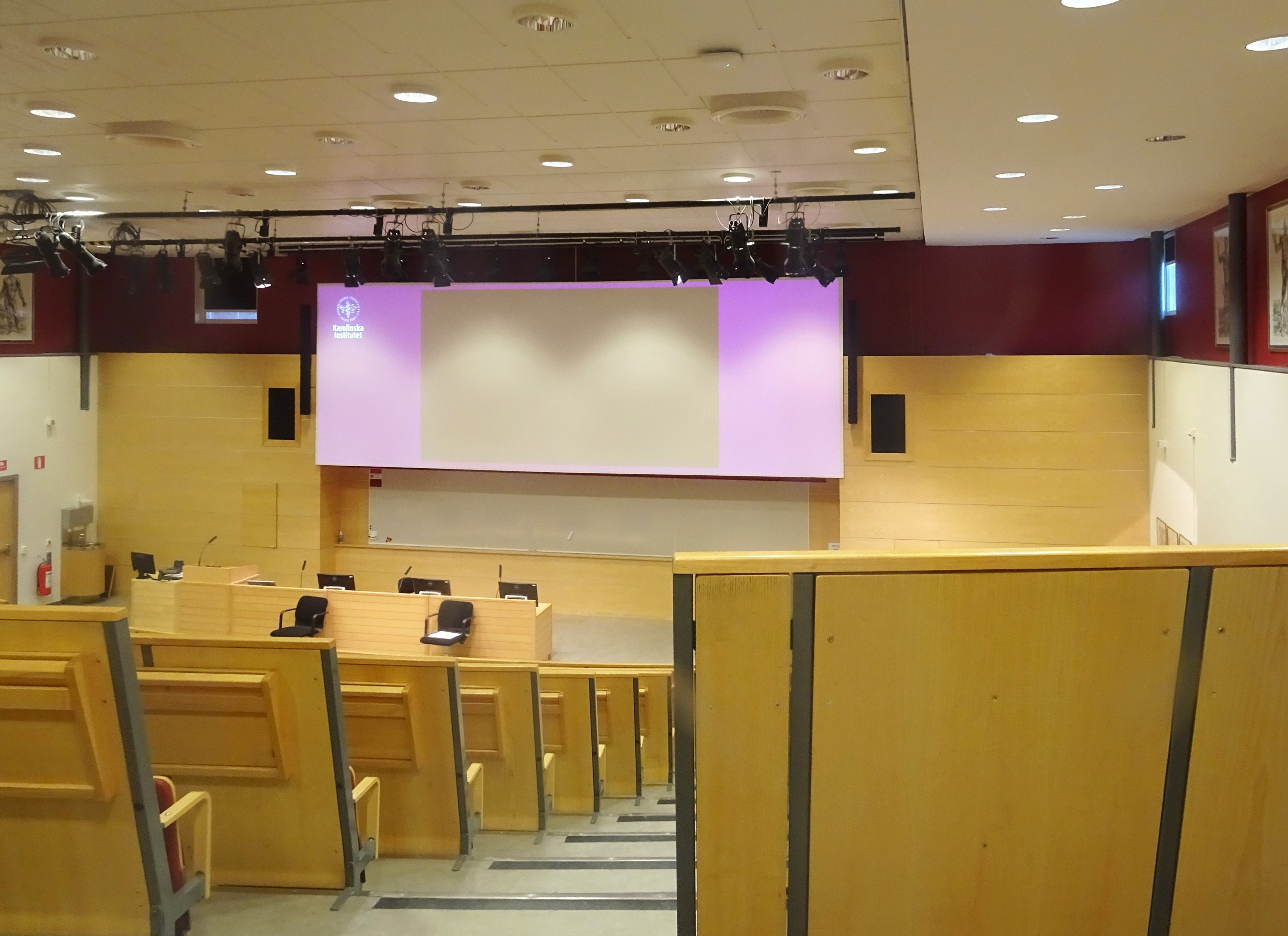
Hörsalen "Vesalius".